# Portret papieża Pawła III z odkrytą głową
Portret papieża Pawła III z odkrytą głową (wł. Ritratto di Paolo III a capo scoperto) – obraz olejny renesansowego włoskiego malarza Tycjana będący w kolekcji Museo di Capodimonte w Neapolu.
Obraz powstał w 1543 roku w Emilii, gdzie udał się dwór papieski, by przygotować spotkanie Pawła III z Karolem V. Model miał wówczas 75 lat. Papież siedzi, opierając dłoń z Pierścieniem Rybaka na kolanie. Przedstawione zostało 3/4 postaci. Sposób przedstawienia może być nawiązaniem do portretów autorstwa Raffaella oraz Sebastiano del Piombo. Paweł III, ze starczą brodą, ma na sobie czerwoną pelerynę. Jego spojrzenie jest żywe i przeszywające. Portret stanowi element kolekcji neapolitańskiego Museo di Capodimonte.